# Pogonatum pensilvanicum
Pogonatum pensilvanicum är en bladmossart som beskrevs av Palisot de Beauvois 1823. Pogonatum pensilvanicum ingår i släktet grävlingmossor, och familjen Polytrichaceae. Inga underarter finns listade i Catalogue of Life.